# Stephan Tromp
Stephan Tromp (* 4. Oktober 1965 in Berlin-Wedding) ist ein deutscher Politiker (CDU).
Sein Vater war der Politiker Winfried Tromp (CDU), der ebenso Mitglied des Abgeordnetenhauses von Berlin war. Stephan Tromp ist kaufmännischer Geschäftsführer beim Handelsverband Deutschland. Er war Fraktionsvorsitzender in der Bezirksverordnetenversammlung von Wedding beziehungsweise Mitte. Nach dem Tod Peter Kittelmanns 2003 übernahm Tromp sowohl den CDU-Kreisvorsitz in Mitte als auch sein Mandat im Abgeordnetenhaus, das er noch bis 2006 innehatte.